# R. G. Bhandarkar
Ramakrishna Gopal Bhandarkar, CIE (Malvan, 6 de julio de 1837-Bombay, 24 de agosto de 1925) fue un erudito orientalista y reformador social de la India.

## Primeros años de vida
Bhandarkar nació en la localidad de Malvan en el distrito de Sindhudurg (en el estado de Majarastra.
Después de sus primeros estudios en Ratna Guiri, en 1853 ingresó en el instituto británico Elphinstone College, en Bombay.
Ingresó en la Universidad de Bombay, donde fue uno de los primeros graduados, en 1862, junto con Mahadev Govind Ranade. Al año siguiente (1863) obtuvo su maestría en la misma universidad.
En 1885 obtuvo un doctorado de la Universidad de Gotinga (Alemania).

## Carrera académica
Durante su distinguida carrera docente, Bhandarkar enseñó en el Elphinstone College y en el Deccan College. Estuvo involucrado con la investigación y la escritura a lo largo de toda su vida. En 1894 se retiró como vicerrector de la Universidad de Bombay.
En 1874 participó en una conferencia internacional sobre Estudios Orientales, celebrada en Londres (Reino Unido).
En 1886 participó en una conferencia internacional sobre Estudios Orientales, celebrada en
en Viena, haciendo valiosas contribuciones. El historiador R. S. Sharma escribió acerca de él:

Él reconstruyó la historia política del Decán de los satavajanas y la historia de visnuismo y otros credos. Fue un gran reformador social, a través de sus investigaciones abogó por que las viudas pudieran volver a casarse, y castigó los males del sistema de castas y del matrimonio infantil.
He reconstructed the political history of the Deccan of the Satavahanas and the history of Vaishnavism and other sects. A great social reformer, through his researches he advocated widow marriages and castigated the evils of the caste system and child marriage.

Como pedagogo, fue elegido para el Consejo de la India en 1903 como miembro no oficial. Gopal Krishna Gokhale fue otro miembro del consejo.
En 1911, el Imperio británico lo nombró caballero.

## Reformador social
En 1853, cuando era estudiante, Bhandarkar se unió al grupo Paramhansa Sabha, una asociación para la promoción de las ideas liberales, que en esa época era secreto, para evitar la ira de los invasores británicos. Las visitas de Keshub Chunder Sen durante 1864 los inspiró a desarrollar este grupo. En 1866, algunos de los miembros celebraron una reunión en la casa de Atmaram Pandurang y públicamente se comprometieron a impulsar ciertas reformas, incluyendo:
1) la denuncia del sistema de castas,
2) el fomento a que las viudas volvieran a casarse,
3) el fomento para que las mujeres estudiaran, y
4) la abolición del matrimonio infantil.
Los miembros llegaron a la conclusión de que las reformas sociales requerían antes la reforma religiosa del hinduismo. El 31 de marzo de 1867 celebraron una primera reunión de oración, y finalmente llevó a la formación de la Prarthana Samaj. Otra serie de visitas de Keshub Chunder Sen y visitas de Protap Chunder Mozoomdar y Navina Chandra Rai ―fundador del Panjab Brahmo Samaj―, aumentaron sus esfuerzos.
Bhandarkar practicaba lo que predicaba. Sin dejarse intimidar por el boicot social que sufrió, impuesto por el ambiente ortodoxo hinduista vigente en ese momento, consiguió que sus niñas se casaran solo cuando hubieran madurado lo suficiente como para elegir a sus propios cónyuges, pagó todos los niveles de educación (incluso la universitaria) a sus hijas y nietas, y consintió que su hija viuda no se suicidara y volviera a contraer matrimonio. La oposición a estas acciones era tan fuerte y virulenta que incluso un reformador social como K. T. Telang no se atrevía a aceptar comida en su casa.
En 1913 ―cuando Ramakrishna Gopal Bhandarkar cumplió 80 años― en Pune se creó en su honor el Instituto de Investigación Oriental Bhandarkar, que ha alcanzado renombre internacional.